# Seven de Viña del Mar 2019
El Seven de Viña del Mar de 2019 fue un torneo de rugby 7 que se disputó del 11 al 13 de enero de 2019 en la sede de Old Mackayans en Viña del Mar (Chile). El torneo comprende una Copa de Clubes, en la que participaron 17 equipos de Chile, Argentina y Perú; y se disputa también una Copa de Selecciones, que correspondió a la segunda fecha del Sudamérica Rugby Sevens 2019, que desde 2017 organiza Sudamérica Rugby y que cuenta con fechas en Punta del Este (Uruguay) y Viña del Mar (Chile). Para la edición de 2019, la Copa de Selecciones tuvo 12 países.

## Organización
La segunda fecha del circuito Sudamérica Rugby Sevens fue adjudicada a Chile Rugby el 24 de julio de 2018 por Sudamérica Rugby, confirmando así las sedes que han acogido el circuito desde su inicio en 2017. Chile Rugby postuló a Viña del Mar como sede, utilizando las instalaciones de The Mackay School, ubicado en el sector de Reñaca, al norte de Viña del Mar, que acoge al Seven de Viña del Mar desde sus inicios en el año 2000. The Mackay School es también la cancha en la que oficia de local el Old Mackyans RFC.

## Copa de selecciones

### Equipos participantes
| Grupo A - Brasil - Chile - Sudáfrica - Uruguay | Grupo B - Argentina - Canadá - Colombia - Estados Unidos | Grupo C - Alemania - Paraguay - Portugal - Rusia |

### Fase de grupos
Grupo A
| Equipo    | J | G | E | P | PF | PC | DP  | Pts |
| --------- | - | - | - | - | -- | -- | --- | --- |
| Sudáfrica | 3 | 3 | 0 | 0 | 67 | 29 | +38 | 9   |
| Chile     | 3 | 2 | 0 | 1 | 52 | 36 | +16 | 6   |
| Uruguay   | 3 | 1 | 0 | 2 | 55 | 62 | –7  | 3   |
| Brasil    | 3 | 0 | 0 | 3 | 21 | 68 | –47 | 0   |

| 12 de enero, 12:40 | Sudáfrica | 34 - 12 | Uruguay | The Mackay School, Viña del Mar |  |

| 12 de enero, 13:00 | Chile | 21 - 7 | Brasil | The Mackay School, Viña del Mar |  |

| 12 de enero, 16:00 | Sudáfrica | 14 - 7 | Brasil | The Mackay School, Viña del Mar |  |

| 12 de enero, 16:20 | Chile | 21 - 10 | Uruguay | The Mackay School, Viña del Mar |  |

| 12 de enero, 19:40 | Uruguay | 33 - 7 | Brasil | The Mackay School, Viña del Mar |  |

| 12 de enero, 20:00 | Chile | 10 - 19 | Sudáfrica | The Mackay School, Viña del Mar |  |

Grupo B
| Equipo           | J | G | E | P | PF | PC | DP  | Pts |
| ---------------- | - | - | - | - | -- | -- | --- | --- |
| Argentina*       | 3 | 2 | 0 | 1 | 59 | 56 | +3  | 6   |
| Colombia         | 3 | 2 | 0 | 1 | 54 | 48 | +6  | 6   |
| Estados Unidos** | 3 | 1 | 0 | 2 | 38 | 52 | –14 | 3   |
| Canadá           | 3 | 1 | 0 | 2 | 45 | 40 | +5  | 3   |

* Argentina prevalece sobre Colombia por haber sido el ganador del partido disputado entre ambos
** Estados Unidos prevalece sobre Canadá por haber sido el ganador del partido disputado entre ambos
| 12 de enero, 11:20 | Estados Unidos | 19 - 14 | Canadá | The Mackay School, Viña del Mar |  |

| 12 de enero, 11:40 | Argentina | 33 - 21 | Colombia | The Mackay School, Viña del Mar |  |

| 12 de enero, 14:40 | Estados Unidos | 5 - 19 | Colombia | The Mackay School, Viña del Mar |  |

| 12 de enero, 15:00 | Argentina | 7 - 21 | Canadá | The Mackay School, Viña del Mar |  |

| 12 de enero, 18:20 | Canadá | 10 - 14 | Colombia | The Mackay School, Viña del Mar |  |

| 12 de enero, 18:40 | Argentina | 19 - 14 | Estados Unidos | The Mackay School, Viña del Mar |  |

Grupo C
| Equipo   | J | G | E | P | PF | PC  | DP   | Pts |
| -------- | - | - | - | - | -- | --- | ---- | --- |
| Alemania | 3 | 3 | 0 | 0 | 72 | 31  | +41  | 9   |
| Portugal | 3 | 2 | 0 | 1 | 83 | 36  | +47  | 6   |
| Rusia    | 3 | 1 | 0 | 2 | 62 | 48  | +14  | 3   |
| Paraguay | 3 | 0 | 0 | 3 | 7  | 109 | –102 | 0   |

| 12 de enero, 12:00 | Alemania | 31 - 0 | Paraguay | The Mackay School, Viña del Mar |  |

| 12 de enero, 12:20 | Portugal | 24 - 12 | Rusia | The Mackay School, Viña del Mar |  |

| 12 de enero, 15:20 | Alemania | 24 - 19 | Rusia | The Mackay School, Viña del Mar |  |

| 12 de enero, 15:40 | Portugal | 47 - 7 | Paraguay | The Mackay School, Viña del Mar |  |

| 12 de enero, 19:00 | Paraguay | 0 - 31 | Rusia | The Mackay School, Viña del Mar |  |

| 12 de enero, 19:20 | Portugal | 12 - 17 | Alemania | The Mackay School, Viña del Mar |  |

### Fase final
Semifinales de honor
| 13 de enero, 12:30 | Estados Unidos | 35 - 0 | Brasil | The Mackay School, Viña del Mar |  |

| 13 de enero, 12:50 | Canadá | 12 - 17 | Paraguay | The Mackay School, Viña del Mar |  |

Partido por el 11.º puesto
| 13 de enero, 17:20 | Canadá | 17 - 24 | Brasil | The Mackay School, Viña del Mar |  |

Final por el honor (9.º puesto)
| 13 de enero, 17:40 | Estados Unidos | 26 - 5 | Paraguay | The Mackay School, Viña del Mar |  |

#### Cuartos de final de oro
|  | Cuartos de final | Cuartos de final |           |         | Semifinales | Semifinales |  |         | Final | Final |  |
|  |                  |                  |           |         |             |             |  |         |       |       |  |
|  |                  |                  |           |         |             |             |  |         |       |       |  |
|  | Sudáfrica        | 12               |           |         |             |             |  |         |       |       |  |
|  | Sudáfrica        | 12               |           |         |             |             |  |         |       |       |  |
|  | Uruguay          | 14               |           |         |             |             |  |         |       |       |  |
|  | Uruguay          | 14               |           | Uruguay | 19          |             |  |         |       |       |  |
|  |                  |                  |           | Uruguay | 19          |             |  |         |       |       |  |
|  |                  |                  | Portugal  | 14      |             |             |  |         |       |       |  |
|  | Colombia         | 12               | Portugal  | 14      |             |             |  |         |       |       |  |
|  | Colombia         | 12               |           |         |             |             |  |         |       |       |  |
|  | Portugal         | 36               |           |         |             |             |  |         |       |       |  |
|  | Portugal         | 36               |           |         |             |             |  | Uruguay | 7     |       |  |
|  |                  |                  |           |         |             |             |  | Uruguay | 7     |       |  |
|  |                  |                  | Chile     | 31      |             |             |  |         |       |       |  |
|  | Alemania         | 7                | Chile     | 31      |             |             |  |         |       |       |  |
|  | Alemania         | 7                |           |         |             |             |  |         |       |       |  |
|  | Chile            | 17               |           |         |             |             |  |         |       |       |  |
|  | Chile            | 17               |           | Chile   | 35          |             |  |         |       |       |  |
|  |                  |                  |           | Chile   | 35          |             |  |         |       |       |  |
|  |                  |                  | Argentina | 0       |             |             |  |         |       |       |  |
|  | Argentina        | 22               | Argentina | 0       |             |             |  |         |       |       |  |
|  | Argentina        | 22               |           |         |             |             |  |         |       |       |  |
|  | Rusia            | 14               |           |         |             |             |  |         |       |       |  |
|  | Rusia            | 14               |           |         |             |             |  |         |       |       |  |
|  |                  |                  |           |         |             |             |  |         |       |       |  |

| 13 de enero, 13:10 | Sudáfrica | 12 - 14 | Uruguay | The Mackay School, Viña del Mar |  |

| 13 de enero, 13:30 | Argentina | 22 - 14 | Rusia | The Mackay School, Viña del Mar |  |

| 13 de enero, 13:50 | Alemania | 7 - 17 | Chile | The Mackay School, Viña del Mar |  |

| 13 de enero, 14:10 | Colombia | 12 - 36 | Portugal | The Mackay School, Viña del Mar |  |

Semifinales de bronce
| 13 de enero, 15:30 | Rusia | 19 - 15 | Alemania | The Mackay School, Viña del Mar |  |

| 13 de enero, 15:50 | Sudáfrica | 15 - 10 | Colombia | The Mackay School, Viña del Mar |  |

Semifinales de oro
| 13 de enero, 16:10 | Chile | 35 - 0 | Argentina | The Mackay School, Viña del Mar |  |

| 13 de enero, 16:30 | Uruguay | 19 - 14 | Portugal | The Mackay School, Viña del Mar |  |

Partido por el 7.º puesto
| 13 de enero, 18:00 | Alemania | 47 - 5 | Colombia | The Mackay School, Viña del Mar |  |

Final de bronce (5.º puesto)
| 13 de enero, 18:40 | Rusia | 5 - 22 | Sudáfrica | The Mackay School, Viña del Mar |  |

Final de plata (3.º puesto)
| 13 de enero, 19:00 | Argentina | 31 - 21 | Portugal | The Mackay School, Viña del Mar |  |

Final de oro (1.º puesto)
| 13 de enero, 19:50 | Chile | 31 - 7 | Uruguay | The Mackay School, Viña del Mar |  |

### Posiciones finales
| Posición | Selección      | Ptos |
| -------- | -------------- | ---- |
| 1        | Chile          | 22   |
| 2        | Uruguay        | 19   |
| 3        | Argentina      | 17   |
| 4        | Portugal       | 15   |
| 5        | Sudáfrica      | 12   |
| 6        | Rusia          | 10   |
| 7        | Alemania       | 8    |
| 8        | Colombia       | 7    |
| 9        | Estados Unidos | 5    |
| 10       | Paraguay       | 3    |
| 11       | Brasil         | 2    |
| 12       | Canadá         | 1    |

## Copa de clubes

### Fase de clasificación
Los ganadores de cada zona más el mejor segundo ingresan al cuadro principal, con el siguiente sistema de puntuación: 4 puntos al triunfo, 2 al empate y 1 a la derrota.
| Zona A - Stade Francais 8 - Universidad Católica 5 (+2) - Tercer Tiempo R.C. 2 Resultados - U. Católica 21-10 Tercer Tiempo - Stade Francais 22-0 Tercer Tiempo - U. Católica 10-19 Stade Francais | Zona B - Old Georgians 8 - COBS 5 (+29) - Rucamanque 2 Resultados - COBS 31-0 Rucamanque - Old Georgians 10-0 Rucamanque - COBS 5-7 Old Georgians | Zona C - Seminario 8 - Old Mackayans B 5 (+2) - Flaming Lions 2 Resultados - Old Mack’s B 7-0 Flaming Lions - Seminario 35-12 Flaming Lions - Old Mack’s B 7-12 Seminario |

COBS clasifica al cuadro principal como mejor segundo.

### Cuadro principal
Los ganadores de cada zona acceden a la disputa de la Copa de Oro, los segundos van por la Copa de Plata y los terceros pelean la Copa de Bronce, siendo el sistema de puntuación el siguiente: 4 puntos al triunfo, 2 al empate y 1 a la derrota.
| Zona A - Old John's 8 - Liceo RC 5 - Seminario 2 Resultados - Liceo 19-7 Seminario - Liceo 14-29 Old John’s - Old John’s 29-0 Seminario | Zona B - Old Boys 8 - Old Georgians 3 (-2) - Palermo Bajo 3 (-5) Resultados - Palermo 14-14 Old Georgians - Palermo 14-19 Old Boys - Old Boys 12-10 Old Georgians | Zona C - COBS 8 - Marista RC 5 - Old Reds 2 Resultados - Marista 7-25 COBS - Marista 14-10 Old Reds - Old Reds 5-19 COBS | Zona D - Stade Francais 8 - Old Mackayans 5 - Sporting RC 2 Resultados - Old Mack’s 5-12 Stade - Old Mack’s 28-7 Sporting - Sporting 14-22 Stade |

En cursiva los equipos provenientes de la qualy.

### Fase final
| Semifinales de bronce - Seminario 5-27 Old Reds - Palermo 12-7 Sporting Semifinales de plata - Liceo RC 24-21 Marista - Old Georgians 7-12 Old Mack’s Semifinales de oro - Old John’s 12-21 COBS - Old Boys 19-10 Stade Francais | Final de bronce - Old Reds 14-26 Palermo Final de plata - Liceo RC 7-12 Old Mack’s Final de oro - COBS 5-0 Old Boys |